# Keli Hiano Kalolo
Aliki Kerisiano Kalolo, potocznie Keli Hiano Kalolo (ur. prawdopodobnie 1946 roku) – polityk Tokelau, terytorium zależnego Nowej Zelandii, szef jego rządu w latach 2012–2013.

## Życiorys
Był wodzem (Faipule) klanu na atolu Nukunonu w latach 2004–2005 (w zastępstwie za Patuki Isaako) i ponownie od stycznia 2011 do 2014. Przed 2012 rokiem zajmował w rządzie Tokelau stanowisko ministra odpowiedzialnego za stosunki międzynarodowe, edukację, rozwój ekonomiczne, zasoby naturalne i środowisko; po objęciu na rok rotacyjnej władzy zwierzchniej zachował to stanowisko. Za jego kadencji rozwinięto wykorzystanie energii z paneli słonecznych oraz zastąpiono stary lokalny statek MV Tokelau nowo wybudowanym PB Matua. Po tym, jak minister Foua Toloa skrytykował wymianę jednostki pływającej, nowozelandzki minister spraw zagranicznych Murray McCully uznał Toloę za osobę niezdolną do współpracy z państwem. W efekcie w czerwcu 2012 roku Kalolo pozbawił go stanowiska ministerialnego i sam przejął jego portfolio (finanse, telekomunikacja, energia, transport). We wrześniu 2012 objął stanowisko kanclerza Uniwersytetu Południowego Pacyfiku (wcześniej pełnił funkcję jego koordynatora na Tokelau).